# Korpiselkä
Korpiselkä (carélien : Korbiselgä) est une ancienne municipalité finlandaise de Carélie frontalière dans la partie nord de la Carélie du Ladoga dans la province de Viipuri.

## Géographie
Korpiselkä faisait partie de l'Ouïezd de Salmi.
Korpiselä avait une superficie de 1 476,10 km2 et une population de 3 584 habitants(1939).
Les municipalités voisines de Korpiselä étaient Värtsilä, Tuupovaara, Ilomantsi, Suojärvi, Suistamo et Soanlahti.
La majorité de Korpiselkä a été cédée à l'Union Soviétique en 1940 et 1944.
La partie de Korpiselkä restée du côté finlandais a été integrée en 1946 à la municipalité de Tuupovaara.
Aujourd'hui, les villages de Korpiselä restés du côté finlandais font partie de la ville de Joensuu, par laquelle ils ont été absorbés avec la municipalité de Tuupovaara en 2005.
La partie cédée appartient désormais à la municipalité de Loimola dans le raïon de Suojärvi.
Le village de Korpiselkä, qui reste dans la zone frontalière, ainsi que d'autres villages de la zone cédée, est désert, seul Tolvajärvi est habité.
Le village de Korpiselkä est la base des gardes-frontières russes.

## Histoire

### Cession partielle de Korpiselkä
|                                   | Superficie terres (km²) | Superficie eaux (km²) | Total (km²) |
| --------------------------------- | ----------------------- | --------------------- | ----------- |
| Partie cédée à l'Union soviétique | 1 267,02                | 99,26                 | 1 366,29    |
| Partie restée en Finlande         | 98,97                   | 10,84                 | 109,81      |
| Korpiselkä                        | 1 366,00                | 110,10                | 1 476,10    |
| Sources,:                         |                         |                       |             |

## Démographie
Jusqu'à la cession, l'évolution de la population a été,,,,:
| 1890  | 1910  | 1930  | 1939  |
| ----- | ----- | ----- | ----- |
| 2 017 | 2 954 | 3 362 | 3 584 |

| 1944  | - | - | - |
| ----- | - | - | - |
| 3 596 | - | - | - |